# Systena variata
Systena variata är en skalbaggsart som beskrevs av Schaeffer 1932. Systena variata ingår i släktet Systena och familjen bladbaggar. Inga underarter finns listade i Catalogue of Life.